# وستن لیک (تگزاس)
وستن لیک، تگزاس (به انگلیسی: Weston Lakes, Texas) یک شهر در ایالات متحده آمریکا با جمعیت ۲٬۴۸۲ نفر است که در تگزاس واقع شده‌است.